# David El'azar
David El'azar (hebrejsky דוד אלעזר‎; ‎27. srpna 1925, Sarajevo – 15. dubna 1976, Jeruzalém), známý pod přezdívkou Dado, byl izraelský generál, který v letech 1972 až 1974 zastával funkci náčelníka generálního štábu Izraelských obranných sil. Historicky byl prvním sefardským náčelníkem štábu. Po jomkipurské válce byl nucen rezignovat po obvinění, že nesl podíl na velkých izraelských ztrátách.

## Život
Narodil se v Sarajevu, v Království Srbů, Chorvatů a Slovinců, v rodině sefardských Židů. V patnácti letech, v roce 1940, přesídlil v rámci programu alija mládeže do britské mandátní Palestiny, kde se usadil v kibucu Ejn Šemer. Tam vstoupil do elitních úderných jednotek Palmach, v jejichž řadách se zúčastnil řady bitev během izraelské války za nezávislost. Přes různé vojenské pozice se postupně stal velitelem praporu ha-Porcim v brigádě Harel.

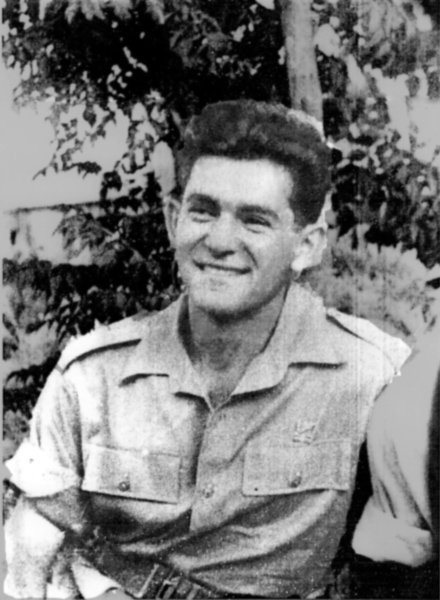
El'azar mezi lety 1940 a 1947

Po válce zůstal v armádě a v roce 1956 se v řadách obrněného sboru zúčastnil sinajské války. Později zastával pozici zástupce velitele obrněného sboru, a to až do roku 1961, kdy byl jmenován jeho velitelem. V roce 1964 byl jmenován velitelem severního velitelství armády. V této funkci se zúčastnil šestidenní války v roce 1967 a vedl dobytí Golanských výšin. Po válce byl jmenován do funkce velitele operací generálního štábu. Dne 1. ledna 1972 byl jmenován náčelníkem generálního štábu. Historicky se tak stal prvním sefardským náčelníkem štábu.

### Náčelník generálního štábu
V nové funkci se v následujících měsících zabýval zejména bojem s terorismem. Dne 30. května 1972 došlo k masakru na letišti Lod, při kterém teroristé z Japonské rudé armády zabili 25 civilistů a 71 jich zranili. O několik měsíců později (5. září) zabili palestinští teroristé z Černého září 11 izraelských sportovců na letních olympijských hrách v Mnichově. Jako odpověď na tento masakr nařídil El'azar do té doby největší útok proti palestinským základnám v Libanonu a Sýrii. V rámci operace Jaro mládí se příslušníci zvláštních armádních jednotek Sajeret Matkal a Šajetet 13 v noci z 9. na 10. dubna 1973 vylodili v Bejrútu a zabili řadu palestinských teroristů, včetně tří členů vedení Fatahu.

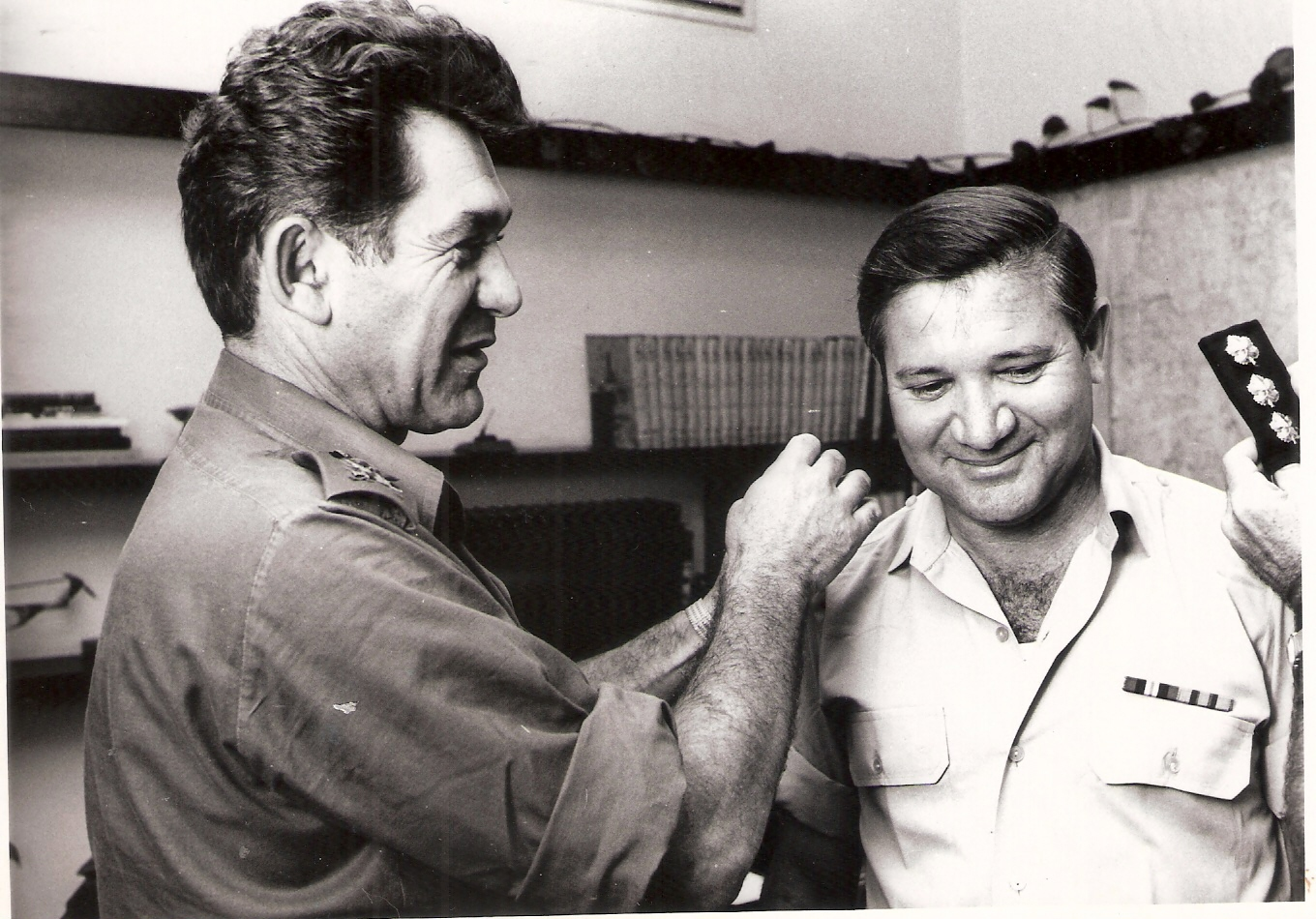
El'azar (vlevo) povyšuje kapitána Moše Tabaka

Na El'azarův rozkaz bylo také sestřeleno libyjské dopravní letadlo, které kvůli navigační chybě zabloudilo do izraelského vzdušného prostoru. Zahynulo 108 cestujících.

#### Jomkipurská válka
Dne 27. května 1973 vyhlásilo velení armády výjimečný stav a povolalo do služby záložníky jako odezvu na zvýšený pohyb egyptských jednotek. Výjimečný stav byl odvolán poté, co se ukázalo, že se jedná o egyptské vojenské cvičení. Později se zjistilo, že cvičení bylo součástí komplikovaného egyptského zastíracího plánu na oklamání Izraele.
Dne 6. října 1973 vypukla jomkipurská válka útokem egyptských a syrských jednotek proti Izraeli. Díky špatnému vyhodnocení zpravodajských informací byla armáda zastižena nepřipravená. Začátku války předcházela El'azarova žádost o vyhlášení mobilizace. Ta byla ale šéfem vojenské rozvědky Eli Zeirou a ministrem obrany Moše Dajanem odmítnuta, neboť válka podle nich byla nepravděpodobná. El'azar se proto rozhodl vyhlásit omezenou mobilizaci na 5. října. Dajan navíc zamítl El'azarovo doporučení, aby izraelské letectvo provedlo preemtivní úder 1. října. Letadla nevzlétla.
Na počátku bojů zaznamenal Izrael těžké ztráty a jeho jednotky ustupovaly na Sinaji. Teprve po dokončení mobilizace a hrubých chybách na straně Egypta se podařilo útočníky zatlačit zpět a 16. října izraelské jednotky dokonce vstoupily do Egypta. El'azar patřil, zejména v prvních dnech bojů k jedněm z mála velitelů, kteří si zachovávali optimismus a dokázali na události hledět s chladnou hlavou (na rozdíl od jiných vysokých důstojníků). Válka zároveň odhalila velké rozdíly ve schopnostech mnoha velitelů. El'azar dokázal získat pomoc zkušených vojenských velitelů, kteří již z armády odešli (Aharona Jariva, Chajima Bar-Leva či Rechav'ama Ze'eviho), a kteří přinesli řadu zkušeností.
Přestože Izrael dokázal v závěru války proniknout hluboko na syrské území a obsadit pozice ztracené na začátku bojů, a na jižní frontě se hlavně díky nekonvenčnímu způsobu vedení války generálem Arielem Šaronem podařilo dokončit obklíčení egyptské Třetí armády, zaplatil Izrael vysokou cenu zejména v lidských obětech.

#### Vyšetřování

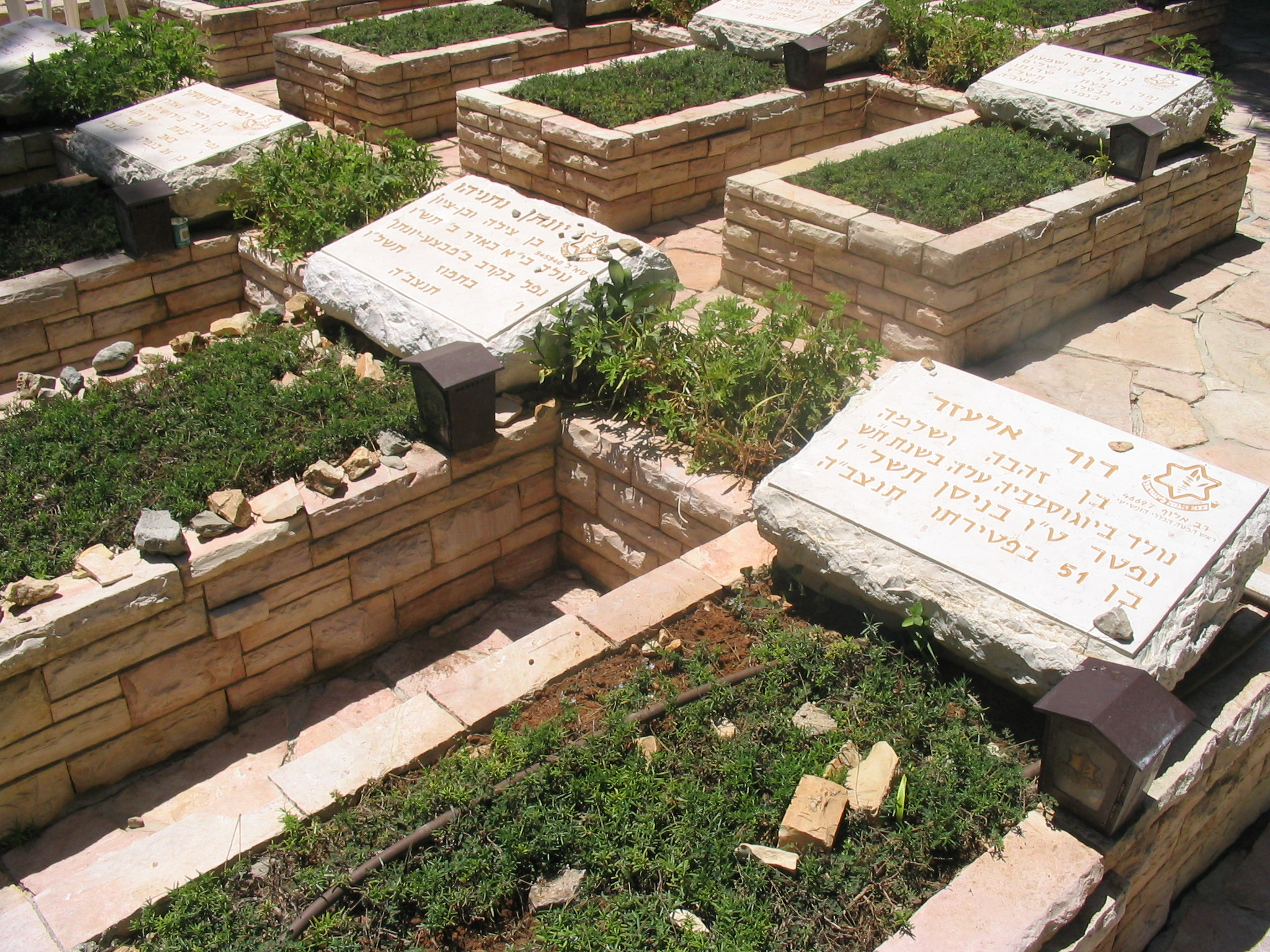
El'azarův hrob (vpravo dole) na Herzlově hoře v Jeruzalémě

Velké lidské ztráty během jomkipurské války a fakt, že byl Izrael přistižen naprosto nepřipravený, vyvolaly mezi veřejností vlnu protestů. Dne 21. listopadu, okamžitě po skončení války, byla vládou ustavena Agranatova komise mající za úkol vyšetřit příčiny tak fatálního selhání ze strany armády a zpravodajských služeb. Komise se během několika měsíců sešla na 140 setkáních a vyslechla velké množství svědků. Ve své konečné zprávě mimo jiné uvedla, že El'azar „nese osobní zodpovědnost za hodnocení situace a připravenost armády“, a doporučila, aby byl, společně s náčelníkem vojenské zpravodajské služby, uvolněn z funkce.
El'azar ihned nabídl svou rezignaci tvrdíc, že byl obětován, neboť komise nenavrhla žádné sankce proti politickému vedení země. Zároveň si stěžoval, že nikdo nevzal v potaz jeho činnost během války. El'azar jako starší vojenský důstojník patřil ke skupině těch, kteří věřili, že arabské státy se po šestidenní válce neodváží Izrael znovu napadnout, a pokud tak učiní, Izrael „rozdrtí jejich kosti“ (tato mylná a rozšířená představa byla v Izraeli označována jako „koncepce“). Za tento výrok byl El'azar kritizován zejména proto, že ho pronesl 8. října, tedy v době, kdy Egypt odrazil izraelský pokus o protiofenzivu.
Zároveň se ale ozývalo mnoho hlasů, které tvrdily, že ministerská předsedkyně Golda Meirová a ministr obrany Moše Dajan nesou též podíl odpovědnosti. Veřejnost tento názor vesměs podporovala a výsledkem byl veřejný tlak na rezignaci těchto dvou čelných představitelů. Meirová a Dajan později skutečně odstoupili.

### Úmrtí
El'azar zemřel 15. dubna 1976 na infarkt během plavání a byl pohřben na Herzlově hoře v Jeruzalémě. Objevil se názor, že měl poškozené srdce jako následek obvinění ze strany Agranatovy komise.[zdroj?]